# Трлабућ
Трлабућ (алб. Tërllabuqi) је насеље у општини Вучитрн на Косову и Метохији. Село је након 1999. године познато и као Бучај (алб. Buçaj). Према попису становништва на Косову 2011. године, село је имало 125 становника, Албанци у овом месту чине већину.

## Географија
Трлабућ је планинско село разбијеног типа, са листопадном шумом, ливадама и пашњацима, те је погодно за сточарство. Земљиште је брдовито, оранице су мање плодне, али ипак успевају све житарице и воће. Село је смештено на падинама огранака Копаоника, у горњем делу долине Криве реке и Киселог потока и удаљено је око 7 km североисточно од Вучитрна. Село се дели у три махале чији су називи по родовима који у њима живе. Куће у махалама су збијене. Удаљења између махала су 200-300 м.

## Историја
Село се први пут помиње у поменику манастира Девича 1789. да су Срби дародавци манастира из села под данашњим именом. Садашњи назив Попова главица (Поглавица) указује да је некада постојала црква српског становништва у овом селу. У селу су и сада сачувани називи Арсина појата (Конаку Арсес), Крива река и Кисели поток. Албанци су се доселили у ово село у 18. веку, али су њихови преци затекли Србе у селу као чифчије у неког бега из Вучитрна. Од њега, су, кажу, њихови преци купили читлук, а Србе раселили.
Током колонизације после Првог светског рата у ово село доселио се један насељеник на добијену земљу по имену Благоје Елек, који је 1941, са 5 чланова породице прешао у Србију, по завршетку Другог светског рата одселио се у Звечан и више се никад није вратио на своје имање.

## Порекло становништва по родовима
Подаци из 1938:
- Османовић (алб. Osmani) (5 кућа.), Алијовић (алб. Aliu) (11 кућа.) и Зенељовић (алб. Zenelji) (8 кућа.), сви од фиса Бериша. Доселили се сви у исто време, око 1800, из Скадарске Малесије. Први род са осталим није у сродству, док су друга два рода међусобно ближи рођаци.
- Видушић (алб. Vidushë) (1 кућа.), од фиса Шаље. Пресељен око 1895. из Видушића (Копаоничка Шаља).

## Демографија
| Година       | 1948 | 1953 | 1961 | 1971 | 1981 | 1991 | 2011 |
| ------------ | ---- | ---- | ---- | ---- | ---- | ---- | ---- |
| Становништво | 244  | 261  | 310  | 301  | 266  | 304  | 125  |

|  |